# Антиох XIII Азијатик
Антиох XIII Филаделф, познатији као "Азијатик" (умро 64. п. н. е.) је био један од последњих селеукидских краљева. Владао је од 83. до 64. године п. н. е.

## Биографија
Био је син Антиоха X Еузеба и птолемејске принцезе Клеопатре Селене. Након смрти старијег Антиоха, Селена је владала Селеукидском краљевином као регент свог малолетног сина Антиоха XIII. Јерменски владар Тигран Велики освојио је Антиохију и краљевину 83. године п. н. е. Клеопатра је побегла у Рим са својим синовима, како би стекла признање да они полажу право на престо Птолемејског Египта. То јој није пошло за руком. Између 75. и 73. године п. н. е. признати су за краљеве Сирије. Селена је ухваћена и погубљена од стране Тиграна. Римски војсковођа Луције Лициније Лукул је, међутим, након победе код Тигранокерте, заузео Антиохију, где је поставио Антиоха за краља. Селеукидска држава је тако постала вазална краљевина Рима. Гнеј Помпеј Велики је 64. године свргао Антиоха. Антиоха је убио његов генерала Самписекерамус I. Тиме је окончана власт Селеукидског краљевства.